# Fortnox
Fortnox är ett svenskt fintechbolag, som utvecklar dataprogram för ekonomisk administration och som även säljer finansieringstjänster för företag. Bolaget grundades 2001 i Växjö av entreprenören Jan Älmeby och har sedan starten arbetat med utveckling av webb- och molnbaserade redovisningstjänster. Fortnox hade 598 000 svenska företag som kunder 2024 och omsatte ca 2,05 miljarder. Utvecklingen av Fortnox produkterbjudande har pågått och utvecklats sedan starten 2001 och idag samarbetar bolaget med fler än 400 integrationspartners som i diverse olika erbjudanden skapar branschspecifika lösningar. Fortnox har verksamhet i Växjö, Malmö, Stockholm och Linköping.
Företaget har sitt huvudkontor i Växjö där man också gett namn till innebandy-arenan Fortnox Arena. Fortnox är börsnoterat på Nasdaq Stockholm och har varit en av de svenska aktier som har utvecklats bäst under 2000-talet. 2023 slutfördes även förvärvet av Capcito Finance AB.
Fortnox har tilldelats en rad olika priser och utmärkelser, till exempel utsetts till Gasellföretag av Dagens Industri åtta gånger, Superföretag av Veckans Affärer två gånger och varit med på Deloittes lista Sweden Technology Fast 50 som listar de snabbast växande teknikbolagen i Sverige.
Fortnox har fått utmärkelsen Karriärföretag tre år i rad.